# مدفون
مدفون (انگلیسی: Buried) فیلمی در ژانر تریلر روانشناختی به کارگردانی رودریگو کورتس است که در سال ۲۰۱۰ منتشر شد. از بازیگران آن می‌توان به رایان رینولدز اشاره کرد.

## داستان
در سال ۲۰۰۶، پل کانروی، یک غیرنظامی آمریکایی که در عراق کار می‌کند، از خواب بیدار می‌شود و خود را در یک تابوت چوبی با تنها یک فندک زیپو، یک خودکار و یک تلفن بلک بری در دست می‌بیند. همان‌طور که او کم کم شروع به جمع‌آوری اتفاقاتی می‌کند که برای او اتفاق افتاده‌است، به یاد می‌آورد که او و چند نفر دیگر در کمین تروریست‌ها قرار گرفتند و پس از اصابت سنگ از حال رفتند. پس از تماس با ۹۱۱ در یانگستون، اوهایو، اف‌بی‌آی در شیکاگو و کارفرمایش (هیچ‌کدام از آنها به او کمک نمی‌کنند)، او با رباینده‌اش، جابر تماس گرفت که از او می‌خواهد ۵ میلیون دلار باج بدهد وگرنه در تابوت رها می‌شود. برای مردن. پل همراه با فیلمنامه‌ای که قرار است پل بخواند، یک چراغ قوه خراب، یک چوب درخشان، یک فلاسک با آب و یک چاقوی جیبی نیز پیدا می‌کند.
پل با وزارت امور خارجه تماس می‌گیرد و به او می‌گوید که به دلیل سیاست دولت مبنی بر مذاکره نکردن با تروریست‌ها، باج نمی‌پردازد اما سعی می‌کند او را نجات دهد. آنها او را با دن برنر، رئیس گروه کاری گروگان‌ها، مرتبط می‌کنند، که به پل می‌گوید برای یافتن او، برای حفظ عمر باتری بلک‌بری تلاش می‌کنند، و از او می‌خواهند که ویدیویی را که جابر خواسته‌است نسازد. برنر به پل اطلاع می‌دهد که مردی به نام مارک وایت سه هفته قبل از وضعیت مشابهی نجات یافته و اکنون با خانواده اش در خانه امن است. پل با مادرش که در خانه سالمندان است تماس می‌گیرد، اما او به دلیل زوال عقل شدید به سختی او را به یاد می‌آورد.
جابر دوباره با پل تماس می‌گیرد و از او می‌خواهد فیلمی باج بگیرد و عکسی از همکارش، پاملا که با تفنگ بسته شده روی سرش بفرستد. پل اصرار دارد که هیچ‌کس ۵ میلیون دلار پرداخت نخواهد کرد، بنابراین جابر مبلغ را به ۱ میلیون دلار کاهش می‌دهد. پل یک مار زنده را در تابوت پیدا می‌کند که می‌تواند از طریق سوراخی در سمت جعبه چوبی با آتش ناشی از الکل آن را دور بزند. پس از تغییر زبان بلک بری به انگلیسی، او شماره بلک بری را پیدا می‌کند که آن را در یک پست صوتی به همسرش می‌دهد. پل فیلم را ضبط می‌کند، اما آدم ربایان به هر حال پاملا را اعدام می‌کنند و فیلم قتل را برای او ارسال می‌کنند. او با برنر تماس می‌گیرد که به خاطر ساختن این ویدئو که اکنون در تمام شبکه‌های بزرگ پخش می‌شود و بازدیدهای زیادی در یوتیوب داشته‌است از او ناراحت است.
اندکی بعد، انفجارهای دور منطقه را می‌لرزاند، که به تابوت او آسیب می‌رساند و باعث می‌شود به آرامی آن را با ماسه پر کند. وکیل حقوقی کارفرمای او با او تماس می‌گیرد و از او می‌خواهد که با کسی صحبت نکند تا اوضاع را «محدود» نگه دارد. سپس کارفرمای او شروع به ضبط تماس می‌کند و به او اطلاع می‌دهد که به‌عنوان یک رابطه ممنوعه با پاملا، اوایل همان روز (به راحتی قبل از دستگیری) به‌طور عطف به ماسبق از کارش اخراج شده‌است. به همین دلیل، شرکت او نه تنها هیچ مسئولیتی در قبال دستگیری او نخواهد داشت، بلکه او و خانواده اش نیز از هیچ گونه مزایا یا مستمری دریافتی با شرکت برخوردار نخواهند شد.
برنر تماس می‌گیرد و می‌گوید که انفجارهایی که قبلاً به تابوت او آسیب رساند در واقع بمب‌گذاری F-16 بود و ممکن است آدم ربایان او کشته شده باشند. پل شروع به از دست دادن امید می‌کند و آخرین وصیت و وصیت خود را به صورت ویدئویی می‌گذارد و پس‌انداز شخصی خود را به همسرش و لباس‌های پسرش را می‌گذارد. جابر از پل درخواست می‌کند که با قطع کردن انگشت خود، خانواده پل را با فاش کردن آدرس خانه‌شان تهدید کند. پل با این خواسته موافقت می‌کند.
مدت کوتاهی پس از فیلم‌برداری، تلفن همراه او زنگ می‌خورد و پل شروع به شنیدن صداهای حفاری و تحریف می‌کند. صداها واضح تر می‌شوند و می‌گویند تابوت را باز کن و تابوت باز می‌شود. ناگهان مشخص می‌شود که او در این برخورد توهم داشته‌است.
برنر زنگ می‌زند و به پل می‌گوید که شورشی جزئیاتی از محل پیدا کردن مردی را که زنده به گور شده‌است، داده‌است و آنها در حال رانندگی برای نجات او هستند. سپس پل تماسی اشک آلود از همسرش لیندا دریافت کرد و او به او اطمینان داد که حالش خوب خواهد شد. در حالی که شن همچنان تابوت را تا حد خطرناکی پر می‌کند و چند ثانیه به پاول باقی می‌ماند، برنر تماس می‌گیرد و به او می‌گوید که او و تیم نجات به محل دفن رسیده‌اند. از طریق تلفن، حفاری شنیده می‌شود، اما پل نمی‌تواند صدای حفاری اطراف خود را بشنود. تیم یک تابوت را حفر می‌کند و آن را باز می‌کند، اما مشخص می‌شود که شورشیان آنها را به سمت تابوت مارک وایت هدایت کرده‌است، مردی که برنر ادعا می‌کرد نجات یافته‌است. پل با علم به اینکه قرار نیست نجات پیدا کند، سعی می‌کند خود را آرام کند و سرنوشت خود را می‌پذیرد. فیلم با عذرخواهی فراوان برنر از پل به پایان می‌رسد در حالی که ماسه در نهایت تابوت را پر می‌کند و او با خاموش شدن نور خفه می‌شود و صفحه سیاه می‌شود.
در یک صحنه پس از اعتبار، یک فندک نام «مارک وایت» را روی درب تابوت که قبلاً توسط پل نوشته شده بود، روشن می‌کند.

## بازیگران
- رایان رینولدز در نقش پل کانروی
- خوزه لوئیس گارسیا پِرِس ("صدا") در نقش جابر
- رابرت پترسون ("صدا") در نقش دن برنر
- استیون توبولوسکی ("صدا") در نقش آلن داونپورت
- کید داندیش ("صدا") در نقش شین کانروی
- سامانتا ماتیس ("صدا") در نقش لیندا کانروی
- ایوانا مینو ("صدا") در نقش پاملا لوتی
- وارنر لافلین ("صدا") در نقش مریان کانروی / دونا میچل / بانوی شماره
- اریک پالادینو ("صدا") در نقش مأمور ویژه هریس

## جوایز
این فیلم نخستین بار در جشنواره فیلم ساندنس به‌نمایش درآمد و تاکنون، برندهٔ جوایز گوناگونی شده‌است که از آن میان می‌توان به ۳ جایزه گائودی، ۵ جایزه گویا، جایزهٔ هیئت ملی بازبینی فیلم و جایزهٔ «جشنوارهٔ اروپایی فیلم‌های خیالی استراسبورگ» اشاره کرد.
| جایزه                                         | دسته‌بندی                                      | موضوع                                                           | نتیجه    | مرجع   |
| --------------------------------------------- | --------------------------------------------- | --------------------------------------------------------------- | -------- | ------ |
| جایزه گائودی                                  | بهترین بازیگر مرد                             | رایان رینولدز                                                   | نامزدشده | [ ۵ ]  |
| جایزه گائودی                                  | بهترین جلوه‌های بصری                           | مونیکا آلارکون، ماریا د لا کامارا، گابریل پاره و الکس ویلاگراسا | نامزدشده | [ ۶ ]  |
| جایزه گائودی                                  | بهترین کارگردانی هنری                         | ماریا د لا کامارا و گابریل پاره                                 | نامزدشده | [ ۶ ]  |
| جایزه گائودی                                  | بهترین ویرایش                                 | رودریگو کورتس                                                   | برنده    | [ ۷ ]  |
| جایزه گائودی                                  | بهترین کارگردان                               | رودریگو کورتس                                                   | نامزدشده | [ ۵ ]  |
| جایزه گائودی                                  | بهترین صدا                                    | اورکو گارای، جیمز مونوز، مارک اورتز                             | نامزدشده | [ ۶ ]  |
| جایزه گائودی                                  | بهترین فیلمنامه اورجینال                      | کریس اسپارلینگ                                                  | نامزدشده | [ ۶ ]  |
| جایزه گائودی                                  | بهترین فیلم به زبان غیر کاتالانی              | آدریان گوئرا و پیتر سفرن                                        | برنده    | [ ۷ ]  |
| جایزه گویا                                    | بهترین بازیگر مرد                             | رایان رینولدز                                                   | نامزدشده | [ ۸ ]  |
| جایزه گویا                                    | بهترین موسیقی متن                             | ویکتور ریس                                                      | نامزدشده | [ ۸ ]  |
| جایزه گویا                                    | بهترین آهنگ اصلی                              | ویکتور ریس                                                      | نامزدشده | [ ۸ ]  |
| جایزه گویا                                    | بهترین آهنگ اصلی                              | رودریگو کورتس                                                   | نامزدشده | [ ۸ ]  |
| جایزه گویا                                    | بهترین ویرایش                                 | رودریگو کورتس                                                   | برنده    | [ ۸ ]  |
| جایزه گویا                                    | بهترین کارگردان                               | رودریگو کورتس                                                   | نامزدشده | [ ۸ ]  |
| جایزه گویا                                    | بهترین صدا                                    | اورکو گارای، جیمز مونوز، مارک اورتز                             | برنده    | [ ۸ ]  |
| جایزه گویا                                    | جایزه گویا برای بهترین فیلم                   | آدریان گوئرا و پیتر سافران                                      | نامزدشده | [ ۸ ]  |
| جایزه گویا                                    | بهترین فیلمنامه اورجینال                      | کریس اسپارلینگ                                                  | برنده    | [ ۸ ]  |
| جایزه گویا                                    | بهترین جلوه‌های ویژه                           |                                                                 | نامزدشده | [ ۸ ]  |
| آیجیان                                        | بهترین عملکرد                                 | رایان رینولدز                                                   | نامزدشده | [ ۹ ]  |
| فدراسیون جشنواره‌های بین‌المللی ملیس            | Méliès d'Or                                   |                                                                 | برنده    | [ ۱۰ ] |
| جایزه سینمایی و تلویزیونی امتی‌وی              | جایزه سینمایی ام‌تی‌وی برای بهترین اجرای ترسناک | رایان رینولدز                                                   | نامزدشده | [ ۱۱ ] |
| هیئت ملی بازبینی فیلم                         | بهترین فیلمنامه اورجینال                      | کریس اسپارلینگ                                                  | برنده    | [ ۱۲ ] |
| جوایز ساترن                                   | بهترین بازیگر مرد                             | رایان رینولدز                                                   | نامزدشده | [ ۱۳ ] |
| Fangoria جایزه اره برقی                       | بهترین بازیگر مرد                             | رایان رینولدز                                                   | برنده    |        |
| Fangoria جایزه اره برقی                       | بهترین فیلم اکران محدود/مستقیم به ویدیو       | بهترین فیلم اکران محدود/مستقیم به ویدیو                         | نامزدشده |        |
| Fangoria جایزه اره برقی                       | بهترین فیلمنامه                               | کریس اسپارلینگ                                                  | نامزدشده |        |
| Fangoria جایزه اره برقی                       | بهترین امتیاز                                 | ویکتور ریس                                                      | نامزدشده |        |
| جایزه جشنواره فیلم فوق‌العاده استراسبورگ اروپا | بهترین فیلم اروپایی                           | آدریان گوئرا و پیتر سافران                                      | برنده    |        |